# 第3回全国中等学校ホッケー選手権大会
昭和9年度 第3回全国中等学校ホッケー選手権大会は、1934年に東京都で開催された全国中等学校ホッケー選手権大会である。

## 概要
前年の参加校の内広島県・台湾の代表が不参加となり、3校での開催となった。
名古屋商が連覇を達成し、愛知県勢としても3連覇となった。

## 試合結果
|  | 準決勝   | 準決勝   | 準決勝 |  |  | 決勝     | 決勝     | 決勝 |
|  |          |          |        |  |  |          |          |      |
|  |          |          |        |  |  | 名古屋商 | 名古屋商 | 2    |
|  | 慶應商工 | 慶應商工 | 0      |  |  | 札幌商   | 札幌商   | 1    |
|  | 札幌商   | 札幌商   | 15     |  |  |          |          |      |